# Lézat-sur-Lèze
Lézat-sur-Lèze település Franciaországban, Ariège megyében. Lakosainak száma 2341 fő (2022. január 1.). Lézat-sur-Lèze Saint-Ybars, Castagnac, Esperce, Gaillac-Toulza, Lacaugne, Latrape, Montgazin és Saint-Sulpice-sur-Lèze községekkel határos.

## Népesség
A település népessége az elmúlt években az alábbi módon változott:
| Lakosok száma | 1739 | 1832 | 1964 | 2197 | 2373 | 2329 | 2323 | 2348 | 2360 | 2341 |
|               | 1968 | 1982 | 1990 | 2006 | 2013 | 2015 | 2017 | 2019 | 2020 | 2022 |